# TelePASE
TelePASE es un sistema de cobro electrónico de peaje (telepeaje) válido en la mayoría de las autopistas de Argentina que, mediante un sistema de comunicación a distancia basado en ondas de corto alcance, permite abonar el peaje sin necesidad de detener el tráfico. Fue diseñado por Víctor Ríos.[cita requerida]

## Tecnología y funcionamiento
Para operar mediante este sistema, un vehículo debe tener equipado en su parabrisas un dispositivo denominado TAG, el cual consiste en una oblea electrónica y un chip incorporado. De este modo, el pago del peaje en las vías de telepeaje habilitadas puede efectuarse sin necesidad de detenerse. Los peajes con el sistema TelePASE se pueden abonar mediante tarjeta de crédito o efectivo.

## Peajes habilitados
- Todos los peajes de AUSA.
- Todos los peajes de AUBASA.
- Todos los peajes del Acceso Oeste.
- Todos los peajes del Acceso Norte.
- Todos los peajes de las Autopistas Ricchieri y Ezeiza-Cañuelas.
- Todos los peajes de la Autopista Camino Parque del Buen Ayre.
- Todos los peajes de CV1 S.A. – CV1 (RN 3, RN 205, RN 226).
- Todos los peajes de AUTOVIA BS AS A LOS ANDES S.A. - CV3 (RN 7).
- Todos los peajes de CARRETERAS CENTRALES S.A. - CV4 (RN 19, RN 34, RN 38).
- Todos los peajes de CINCOVIAL S.A. – CV5 (RN 9, RN 11 y Autopista Rosario-Córdoba).
- Todos los peajes de CORREDOR CENTRAL S.A. - CV8 (RN 8, RN 33).
- Todos los peajes de CAMINOS DEL RÍO URUGUAY S.A. - CV18 (RN 12, RN 14, RN 174)
- Todos los peajes de H5 S.A. - CORREDOR VIAL H5 (RN 5).
- Todos los peajes de CAMINOS DE LAS SIERRAS S.A. (Red de Accesos de la Ciudad de Córdoba).
- Todos los peajes de la Autopista Rosario-Santa Fe